# Levante (cantant)
Claudia Lagona, coneguda com a Levante (Caltagirone, Sicília, 23 de maig de 1987) és una cantautora i escriptora italiana. Es va donar a conèixer amb la cançó Alfonso, que va esdevenir un èxit després de la seva promoció a l'emissora de ràdio Radio DeeJay. D'ençà el 2017 també es dedica a l'escriptura.

## Carrera artística

### Manuale distruzione
Després d'haver obert els concerts del Sotto casa Tour de Max Gazzè, va publicar el seu primer disc, Manuale distruzione, el març del 2014. La primera setmana va arribar a la vuitena posició de la Classifica FIMI Album, la qual recull les dades de vendes dels discos de música italiana. Posteriorment, va rebre el premi a la millor òpera prima de l'Academy Medimex. A més, iTunes la va designar artista del 2014 i va ser nominada al Premio Tenco i als MTV Europe Music Awards.
Durant la seva primera gira va combinar els concerts propis amb fer de telonera dels Negramaro. També va participar al concert del Dia Internacional dels Treballadors a Roma.

### Abbi cura di te
El 2015 va col·laborar amb Daniele Celona a la cançó Atlantide, que pertany a l'àlbum del cantautor torinès Amantide Atlantide. Va viatjar als Estats Units per participar al festival South by Southwest (SXSW) a Texas i per actuar també a Los Angeles i Nova York. Hi va presentar Abbi Cura di Te, el primer single del nou àlbum. Al maig, va participar un altre cop al concert del Dia Internacional dels Treballadors i, uns dies més tard, va publicar l'àlbum Abbi cura di te, del qual va extreure quatre singles al llarg de l'any: Ciao per sempre, Finché morte non ci separi, Abbi Cura di Te i Le lacrime non macchiano. Va ser nominada novament al Premio Tenco tant per l'àlbum com per la cançó Le lacrime non macchiano. Amb Ciao per sempre va participar al Summer Festival en la categoria Big.
El juny del mateix any va començar a Milà l'Abbi cura di te Tour, que la va portar a actuar a 28 ciutats italianes. Després d'una pausa, en la qual va obrir els concerts a Itàlia del cantant escocès Paolo Nutini, a l'octubre va reprendre la gira a Roma. Al novembre va rebre el Premio Bertoli, atorgat als cantautors capaços d'arribar als cors de la gent per mitjà de l'inconformisme i el compromís social. El desembre va actuar a Calàbria per al premi Musica Contro Le Mafie.
Entre el març i l'abril de 2016 va decidir d'organitzar concerts especials a Milà i Torí, amb convidats sorpresa i una escenografia que fes que el públic se sentís com una festa. La resposta dels fans va ser tal que la sala Alcatraz de Milà va vendre totes les entrades a la prevenda i va moure l'espectacle a la sala principal, dedicada als grans esdeveniments. A Torí van caldre tres concerts consecutius. El primer de maig, Levante va ser una dels artistes cridats a actuar a Tàrent davant de més de 200 000 persones.
L'estiu a dedicar l'estiu a enregistrar el disc següent i a desenvolupar nous projectes, entre els quals una col·laboració amb TrussardiEyewear i una petita gira en acústic per a Lancôme. Va combinar aquestes tasques amb algunes dates especials, d'entre les quals destaquen el prestigiós festival Abbalabula a Sardenya, i el desè aniversari del Torino Pride. A l'octubre, va participar al Festival Delle Lettere, dedicat a les cartes escrites a mà. Al novembre va col·laborar amb J-Ax i Fedez al single Assenzio del disc Comunisti col Rolex i al videoclip d'aquest. El single va obtenir un triple disc de platí.

### Nel caos di stanze stupefacenti,X Factore il 2018
El primer de febrer del 2017 va publicar pel single Non me ne frega niente, la anticipació del seu tercer àlbum: Nel caos di stanze stupefacenti, que sortiria a mercat a l'abril. Pocs dies abans de la publicació del disc, Levante va guanyar el premi a la millor artista alternativa als Coca Cola Onstage Awards. Nel caos di stanze stupefacenti va debutar a la segona posició de la Classifica FIMI Album, mentre que els singles Non me ne frega niente i Pezzo di me (amb Max Gazzè) van obtenir un disc d'or cadascun. Les 6 dates de la gira Nel caos van ser anunciades al concert del Dia dels Treballadors a Roma. El concert de l'etapa de Milà va ser publicat en audio i video a la reedició Nel caos di stanze stupefacenti.
Al maig es va confirmar la participació de Levante a l'onzena edició del programa X Factor com a jurat, al costat de Fedez, Manuel Agnelli e Mara Maionchi. La cantant va continuar col·laborant amb la cadena Sky el mateix any, ja que va ser seleccionada per a la producció original Sky Arte Sessions. A finals d'any va rebre el premi especial a l'Artista de l'Any als Rockol Awards i, a més, va aparèixer al número de desembre/gener de la revista Monocle, que la va descriure com una "italian superstar in the making."
Durant els primers mesos del 2018 fa una gira internacional, Caos in Europa, i una de nacional, Caos In Teatro, amb totes les entrades exhaurides. Al maig, va tornar a actuar al concert del Dia Internacional dels Treballadors a Tàrent i va rebre el prestigiós premi Barocco. A l'estiu, Levante va actuar com a convidada al concert-espectacle La Finale de J-Ax i Fedez davant de 80 000 persones i també va col·laborar amb Diplo i MØ al single Stay Open. Al desembre, va rebre el premi Musica Contro le Mafie pel compromís i el valor de la cançó Non Me Ne Frega Niente.

### Levante com a escriptora
El 19 de gener del 2017 es va publicar la primera novel·la de la cantant, anomenada Se non ti vedo non esisti. En tres setmanes va arribar a la quarta edició i va entrar dins la classificació dels llibres de narrativa més venuts a Itàlia. El 13 de novembre del 2018 va ser el torn de la segona novel·la, Questa è l'ultima volta che ti dimentico, que aviat es va posicionar entre els deu llibres més venuts.

### Magmamemoria
A principis del 2019 la revista Vogue va dedicar un especial a la cantant dins de la guia Vogue 100, dedicada a les 100 persones amb potencial per marcar tendències mundials de moda i art.
El 4 d'octubre va publicar el quart àlbum d'estudi, Magmamemoria, el seu disc més nostàlgic. Va debutar en la quarta posició a la Classifica FIMI Album. Com a avançament, va publicar els singles Andrà tutto bene, Lo stretto necessario amb Carmen Consoli i Bravi tutti voi, alhora que va fer una gira estival de 10 dates a arenes i amfiteatres històrics d'Itàlia. Al novembre, Levante actua per primer cop al Mediolanum Forum di Assago, al qual va tocar l'àlbum Magmamemoria sencer amb alguns dels seus grans èxits. Al mateix mes, va rebre el premi d'honor Artist Award a la gala annual de la ONG Children For Peace.
El 2020, va participar en la 70a edició del Festival de Sanremo amb la cançó Tikibombom, amb la qual va arribar a la dotzena posició. La mateixa cançó va servir com a introducció de la reedició de Magmamemoria, anomenada Magmamemoria MMXX, que es va publicar durant el festival. El disc conté noves versions de les cançons Andrà tutto bene, Bravi tutti voi, Se non ti vedo non esisti e Lo stretto necessario i l'àudio del concert al Mediolanum Forum di Assago.

## Vida privada
Claudia Lagona va néixer el 1987 a Caltagirone, ciutat del sud de Sicília, però va créixer a Palagonia, una població més petita. Ben menuda, el 1996, es va enfrontar a un drama personal, el seu pare Rosario va morir a conseqüència d'un tumor. Cinc anys després, la família s'instal·là a Torí, ciutat on ja havia viscut sa mare abans.
El setembre de 2015 es va casar amb el dj i multiinstrumentista Sir Bob Cornelius Rifo, membre de The Bloody Beetroots, a Castell'Alfero. En una entrevista per a Vanity Fair del maig del 2017, va declarar que s'havien separat. Posteriorment, va iniciar una relació amb el cantautor Diodato, al qual va dedicar la cançó Antonio del disc Magmamemoria. El 2019 van confirmar la ruptura.

## Discografia
- Manuale distruzione (2014)
- Abbi cura di te (2015)
- Nel caos di stanze stupefacenti (2017)
- Magmamemoria (2019)

## Novel·les
- Se non ti vedo non esisti (2017)
- Questa è l'ultima volta che ti dimentico (2018)